# Doleschallia obscurata
Doleschallia obscurata är en fjärilsart som beskrevs av Marten. Doleschallia obscurata ingår i släktet Doleschallia och familjen praktfjärilar. Inga underarter finns listade i Catalogue of Life.